# I miei rimedi (Noemi)
I miei rimedi è un singolo della cantante italiana Noemi, pubblicato il 1º dicembre 2017 come secondo singolo tratto dal suo quinto album in studio La luna.

## Descrizione
Il brano è una cover dell'omonimo brano dei La Rua.

## Video musicale
Il video è stato diretto da Fabrizio Cestari e girato presso la Reggia di Caserta.

## Tracce
1. I miei rimedi – 3:41

## Classifiche
| Classifica (2018) | Posizione massima |
| ----------------- | ----------------- |
| Italia            | 97                |